# Derbi del sur de Madrid
El derbi del sur de Madrid conocido también como derbi histórico es el nombre dado a los partidos de fútbol disputados entre las ciudades españolas de Getafe y Leganés, siendo sus actuales representantes el Getafe Club de Fútbol y el Club Deportivo Leganés. 
Ambos clubes están situados en poblaciones próximas entre ellas y limítrofes al sur de la capital de España, existiendo una distancia de 4 kilómetros entre el Coliseum y Butarque, estadios de ambos equipos.
Ha sido un enfrentamiento común desde la fundación de ambos clubes en divisiones regionales hasta la máxima categoría del fútbol español. Es el único derbi en haberse disputado en todas las categorías del futbol español, recibiendo el apodo de "Derbi Histórico".
El hecho de que este derbi se haya celebrado en tantas divisiones diferentes durante tanto tiempo hace que sea único en el mundo. Existe la idea de que en los años 20 y 30 ya se jugaron derbis entre ambos clubes, aunque el primero documentado se produjo el 25 de abril de 1948 en Segunda Regional Ordinaria, nombre que tomaba la 7.ª categoría por aquel entonces. Fue una final que disputaron ambos clubes como campeones de sus respectivos grupos con un resultado 1 a 4 a favor del Club Getafe Deportivo.
Los derbis con mayor rivalidad se produjeron en las décadas de los 80 y 90 en 2.ª división y 2.ª división B. Desde la temporada 2003-04 no se había producido de manera oficial ningún derbi del sur de Madrid hasta la temporada 2017-18 en la que coinciden por primera vez en La Liga. Este derbi es caso único en España, habiéndose celebrado en todas las categorías y en la competición del Copa del Rey. 
Durante esta época de parón, los únicos partidos que enfrentaron a las ciudades de Getafe y Leganés fueron los partidos entre Club Deportivo Leganés y el filial del Getafe, el Getafe Club de Fútbol "B". Con un balance de  2 empates, 3 victorias pepineras y 3 victorias del equipo de promesas azulón. Ya anteriormente, cuando el club azulón se encontraba en Segunda División B en los noventa, se jugó otro derbi contra el filial pepinero, con una victoria azulona y un empate.
El primer derbi en la máxima categoría del fútbol español se disputó el 8 de septiembre de 2017 en el Estadio Municipal de Butarque de Leganés con resultado de 1 a 2 a favor del equipo visitante. El reencuentro en primera división hizo resurgir la rivalidad entre ambos clubes.
Actualmente se posiciona como uno de los partidos de máxima rivalidad del campeonato, ostentando el récord de partido con más denuncias de LaLiga. A pesar de esta situación, los aficionados viven el derbi con máximo respeto, limitando únicamente al terreno de juego la creación de este ambiente hostil y evitando cualquier tipo de violencia física.

## Histórico de resultados
El histórico de partidos oficiales entre los equipos es el siguiente:
| Derby | Fecha                    | Local   | Resultado | Visitante | Categoría                       |
| ----- | ------------------------ | ------- | --------- | --------- | ------------------------------- |
| 1     | 25 de abril de 1948      | Leganés | 1:4       | Getafe    | 2.ª Regional ordinaria          |
| 2     | 26 de septiembre de 1948 | Leganés | 1:1       | Getafe    | 2.ª Regional preferente         |
| 3     | 14 de febrero de 1949    | Getafe  | 1:1       | Leganés   | 2.ª Regional preferente         |
| 4     | 24 de septiembre de 1950 | Leganés | 2:2       | Getafe    | 1.ª Regional                    |
| 5     | 4 de marzo de 1951       | Getafe  | 5:0       | Leganés   | 1.ª Regional                    |
| 6     | 14 de octubre de 1951    | Leganés | 4:1       | Getafe    | 1.ª Regional                    |
| 7     | 30 de marzo de 1952      | Getafe  | 2:0       | Leganés   | 1.ª Regional                    |
| 8     | 6 de septiembre de 1953  | Leganés | 2:0       | Getafe    | 1.ª Regional                    |
| 9     | 3 de enero de 1954       | Getafe  | 0:1       | Leganés   | 1.ª Regional                    |
| 10    | 13 de octubre de 1957    | Leganés | 1:1       | Getafe    | Tercera División                |
| 11    | 23 de febrero de 1958    | Getafe  | 3:0       | Leganés   | Tercera División                |
| 12    | 2 de noviembre de 1958   | Leganés | 3:2       | Getafe    | Tercera División                |
| 13    | 22 de febrero de 1959    | Getafe  | 1:1       | Leganés   | Tercera División                |
| 14    | 27 de diciembre de 1959  | Getafe  | 3:0       | Leganés   | Tercera División                |
| 15    | 17 de abril de 1960      | Leganés | 5:3       | Getafe    | Tercera División                |
| 16    | 10 de noviembre de 1963  | Getafe  | 0:1       | Leganés   | Tercera División                |
| 17    | 1 de marzo de 1964       | Leganés | 1:2       | Getafe    | Tercera División                |
| 18    | 13 de diciembre de 1964  | Leganés | 2:2       | Getafe    | Tercera División                |
| 19    | 4 de abril de 1965       | Getafe  | 1:2       | Leganés   | Tercera División                |
| 20    | 3 de diciembre de 1967   | Leganés | 0:2       | Getafe    | Tercera División                |
| 21    | 7 de abril de 1968       | Getafe  | 5:3       | Leganés   | Tercera División                |
| 22    | 13 de octubre de 1968    | Leganés | 5:1       | Getafe    | 1.ª Regional                    |
| 23    | 23 de febrero de 1969    | Getafe  | 1:1       | Leganés   | 1.ª Regional                    |
| 24    | 23 de noviembre de 1969  | Getafe  | 2:1       | Leganés   | 1.ª Regional                    |
| 25    | 3 de mayo de 1970        | Leganés | 4:3       | Getafe    | 1.ª Regional                    |
| 26    | 5 de diciembre de 1982   | Leganés | 2:3       | Getafe    | Tercera División (4ª categoría) |
| 27    | 17 de abril de 1983      | Getafe  | 1:1       | Leganés   | Tercera División (4ª categoría) |
| 28    | 28 de diciembre de 1986  | Leganés | 3:0       | Getafe    | Tercera División (4ª categoría) |
| 29    | 10 de mayo de 1987       | Getafe  | 4:1       | Leganés   | Tercera División (4ª categoría) |
| 30    | 24 de septiembre de 1987 | Getafe  | 4:0       | Leganés   | Copa (2R)                       |
| 31    | 29 de septiembre de 1987 | Leganés | 2:2       | Getafe    | Copa (2R)                       |
| 32    | 29 de noviembre de 1987  | Getafe  | 1:2       | Leganés   | Segunda División B              |
| 33    | 17 de abril de 1988      | Leganés | 1:0       | Getafe    | Segunda División B              |
| 34    | 31 de agosto de 1988     | Getafe  | 1:0       | Leganés   | Copa (1R)                       |
| 35    | 15 de septiembre de 1988 | Leganés | 1:0       | Getafe    | Copa (1R)                       |
| 36    | 16 de octubre de 1988    | Getafe  | 0:0       | Leganés   | Segunda División B              |
| 37    | 19 de marzo de 1989      | Leganés | 2:1       | Getafe    | Segunda División B              |
| 38    | 3 de diciembre de 1989   | Leganés | 0:0       | Getafe    | Segunda División B              |
| 39    | 22 de abril de 1990      | Getafe  | 1:1       | Leganés   | Segunda División B              |
| 40    | 10 de octubre de 1990    | Leganés | 0:0       | Getafe    | Copa (2R)                       |
| 41    | 14 de octubre de 1990    | Getafe  | 1:1       | Leganés   | Segunda División B              |
| 42    | 31 de octubre de 1990    | Getafe  | 1:0       | Leganés   | Copa (2R)                       |
| 43    | 24 de febrero de 1991    | Leganés | 1:0       | Getafe    | Segunda División B              |
| 44    | 3 de noviembre de 1991   | Getafe  | 1:0       | Leganés   | Segunda División B              |
| 45    | 22 de marzo de 1992      | Leganés | 0:0       | Getafe    | Segunda División B              |
| 46    | 24 de septiembre de 1992 | Leganés | 0:2       | Getafe    | Copa (2R)                       |
| 47    | 15 de octubre de 1992    | Getafe  | 2:1       | Leganés   | Copa (2R)                       |
| 48    | 7 de noviembre de 1992   | Leganés | 2:2       | Getafe    | Segunda División B              |
| 49    | 20 de marzo de 1993      | Getafe  | 3:2       | Leganés   | Segunda División B              |
| 50    | 26 de septiembre de 1994 | Getafe  | 1:0       | Leganés   | Segunda División                |
| 51    | 29 de abril de 1995      | Leganés | 2:1       | Getafe    | Segunda División                |
| 52    | 18 de noviembre de 1995  | Getafe  | 1:2       | Leganés   | Segunda División                |
| 53    | 30 de marzo de 1996      | Leganés | 1:3       | Getafe    | Segunda División                |
| 54    | 6 de noviembre de 1999   | Getafe  | 0:1       | Leganés   | Segunda División                |
| 55    | 8 de abril de 2000       | Leganés | 0:0       | Getafe    | Segunda División                |
| 56    | 1 de noviembre de 2000   | Leganés | 2:3       | Getafe    | Segunda División                |
| 57    | 31 de marzo de 2001      | Getafe  | 0:1       | Leganés   | Segunda División                |
| 58    | 5 de enero de 2003       | Leganés | 2:1       | Getafe    | Segunda División                |
| 59    | 31 de mayo de 2003       | Getafe  | 0:3       | Leganés   | Segunda División                |
| 60    | 7 de octubre de 2003     | Getafe  | 1:2       | Leganés   | Copa (32.ª \| Ronda única)      |
| 61    | 21 de diciembre de 2003  | Getafe  | 3:1       | Leganés   | Segunda División                |
| 62    | 8 de abril de 2004       | Leganés | 1:2       | Getafe    | Segunda División                |
| 63    | 8 de septiembre de 2017  | Leganés | 1:2       | Getafe    | Primera División                |
| 64    | 4 de febrero de 2018     | Getafe  | 0:0       | Leganés   | Primera División                |
| 65    | 7 de diciembre de 2018   | Leganés | 1:1       | Getafe    | Primera División                |
| 66    | 30 de marzo de 2019      | Getafe  | 0:2       | Leganés   | Primera División                |
| 67    | 19 de octubre de 2019    | Getafe  | 2:0       | Leganés   | Primera División                |
| 68    | 17 de enero de 2020      | Leganés | 0:3       | Getafe    | Primera División                |
| 69    | 22 de septiembre de 2024 | Getafe  | 1:1       | Leganés   | Primera División                |
| 70    | 3 de marzo de 2025       | Leganés | 1:0       | Getafe    | Primera División                |

*Avanza eliminatoria al superar tanda de penaltis.

## Derbis en Primera División
| Fecha                    | Local   | Resultado | Visitante | Goles                                      |
| ------------------------ | ------- | --------- | --------- | ------------------------------------------ |
| 8 de septiembre de 2017  | Leganés | 1:2       | Getafe    | 39' Arambarri · 65' Guerrero · 83' Jiménez |
| 4 de febrero de 2018     | Getafe  | 0:0       | Leganés   |                                            |
| 7 de diciembre de 2018   | Leganés | 1:1       | Getafe    | 39' Leandro Cabrera · 84' Nyom             |
| 30 de marzo de 2019      | Getafe  | 0:2       | Leganés   | 50' Santos · 83' Juanfran                  |
| 19 de octubre de 2019    | Getafe  | 2:0       | Leganés   | 64' Ángel · 84' Ángel                      |
| 17 de enero de 2020      | Leganés | 0:3       | Getafe    | 12' Cabrera · 21' Nyom · 33' Mata          |
| 22 de septiembre de 2024 | Getafe  | 1:1       | Leganés   | 76' Jorge Sáenz · 83' Mayoral              |
| 2 de marzo de 2025       | Leganés | 1:0       | Getafe    | 90+2' Diego García                         |

## Derbis en Segunda División

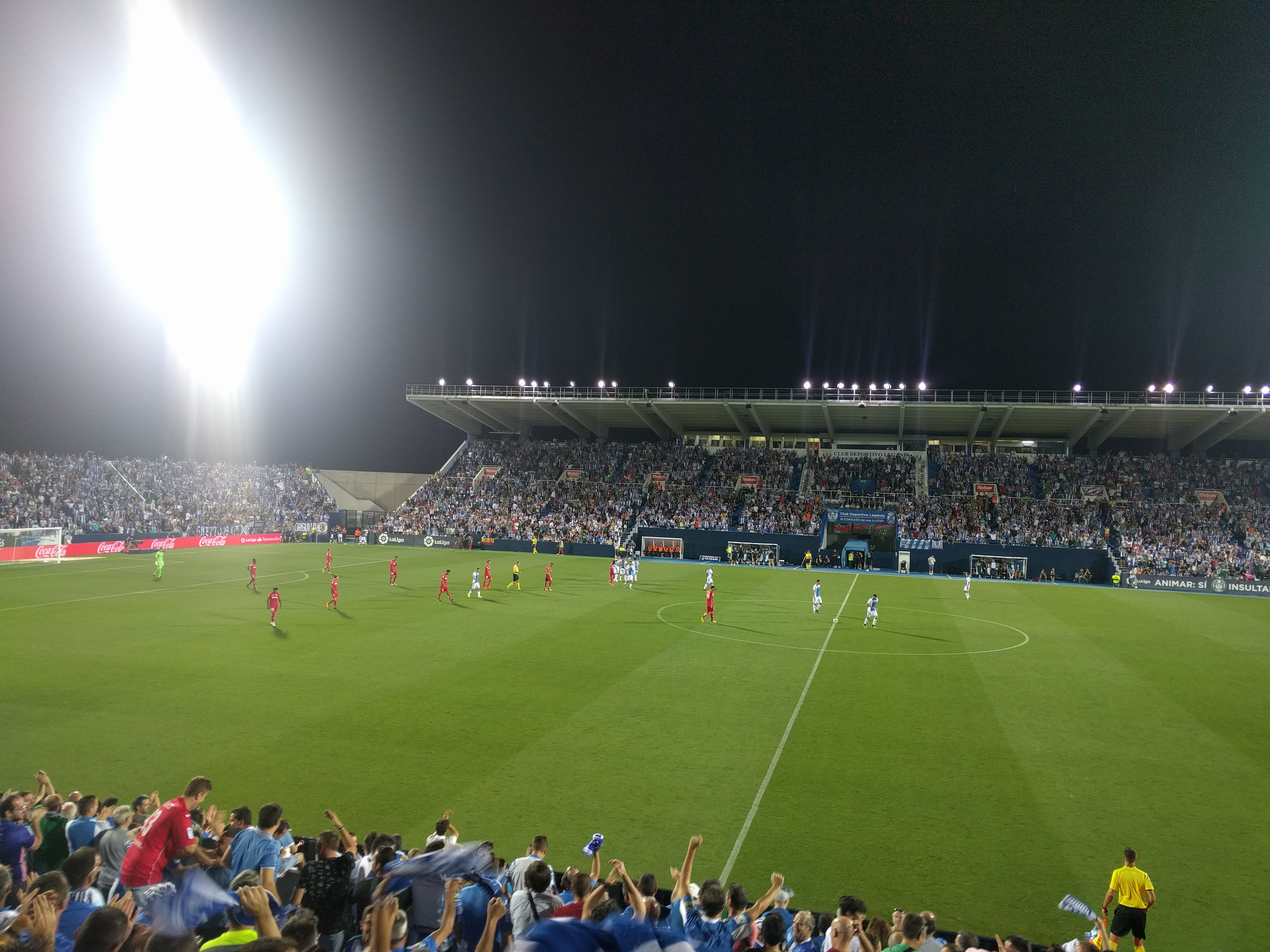
Los jugadores del CD Leganés celebran un tanto el primer derbi en Primera División, el 8 de septiembre de 2017. Trece años transcurrieron desde el último derbi disputado

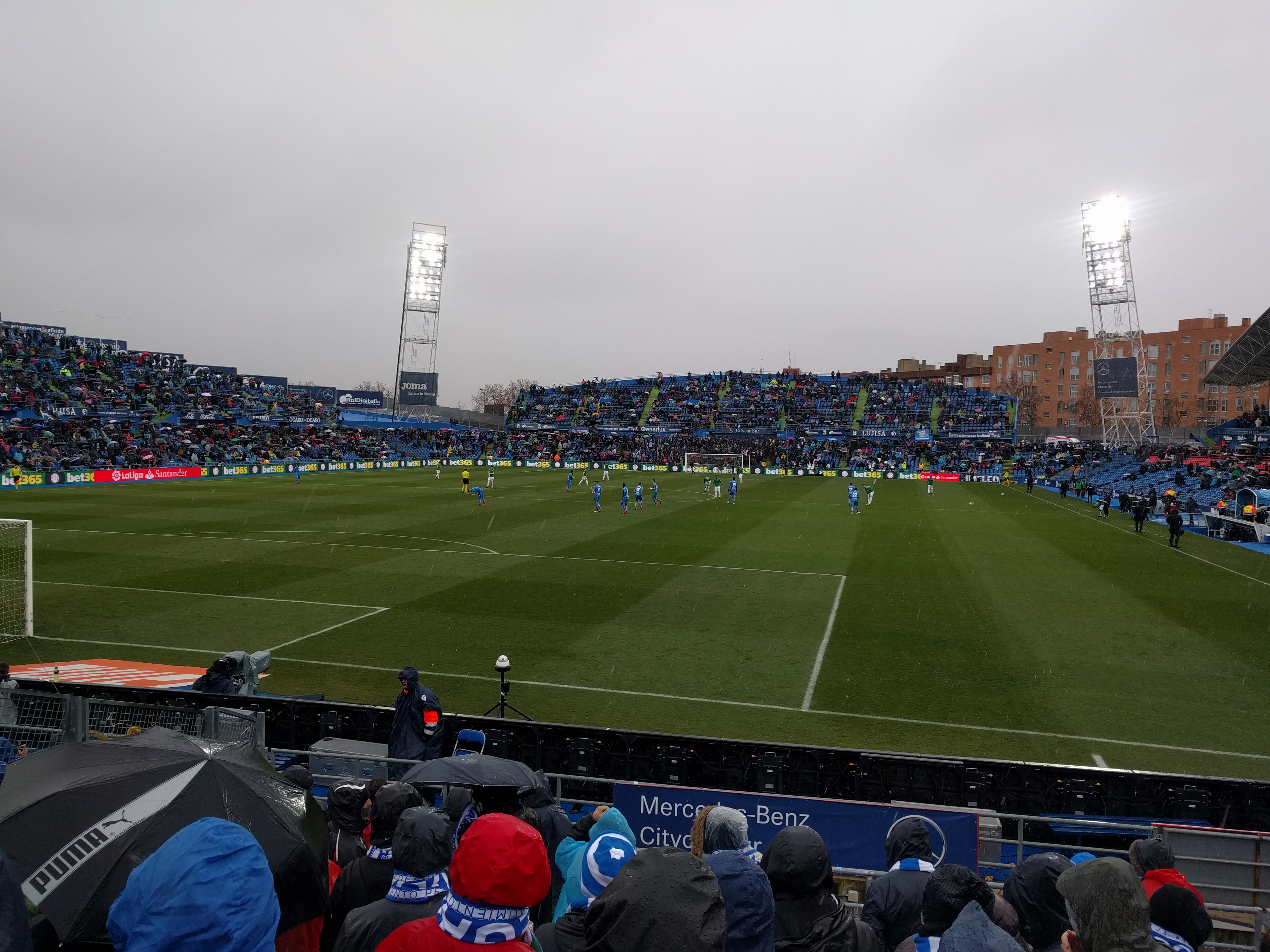
Primer derbi en Primera División en el Coliseum Alfonso Pérez entre el Getafe Club de Fútbol y el CD Leganés en febrero de 2018 (0:0)

| Fecha                    | Local   | Resultado | Visitante | Goles                                                                                    |
| ------------------------ | ------- | --------- | --------- | ---------------------------------------------------------------------------------------- |
| 26 de septiembre de 1994 | Getafe  | 1:0       | Leganés   | 40' Gonzalo                                                                              |
| 29 de abril de 1995      | Leganés | 2:1       | Getafe    | 14' Andrés · 36' Guerrero · 85' David                                                    |
| 18 de noviembre de 1995  | Getafe  | 1:2       | Leganés   | 31' Rodri · 81' Miguel Ángel · 88' Diego                                                 |
| 30 de marzo de 1996      | Leganés | 1:3       | Getafe    | 60' Batrović · 60' Stojiljković · 76' Stojiljković · 36' Rodri · 83' David               |
| 6 de noviembre de 1999   | Getafe  | 0:1       | Leganés   | 21' Óscar                                                                                |
| 8 de abril de 2000       | Leganés | 0:0       | Getafe    |                                                                                          |
| 1 de noviembre de 2000   | Leganés | 2:3       | Getafe    | 37' (p) Maikel · 56' (p)Miguel Ángel · 80' Dani Marín · 83'(p)Miguel Ángel · 89' Cabezas |
| 31 de marzo de 2001      | Getafe  | 0:1       | Leganés   | 40' (pp) Fernando                                                                        |
| 5 de enero de 2003       | Leganés | 2:1       | Getafe    | 15' Sívori · 74' Lawal · 90' Vivar Dorado                                                |
| 31 de mayo de 2003       | Getafe  | 0:3       | Leganés   | 54' Lambea · 63' Calandria · 85' Calandria                                               |
| 21 de diciembre de 2003  | Getafe  | 3:1       | Leganés   | 12' Txiki · 34' Cotelo · 66' Míchel · 86' (p) Míchel                                     |
| 8 de abril de 2004       | Leganés | 0:0       | Getafe    |                                                                                          |

## Derbis en Segunda División B
| Fecha                   | Local   | Resultado | Visitante | Goles                                                                          |
| ----------------------- | ------- | --------- | --------- | ------------------------------------------------------------------------------ |
| 29 de noviembre de 1987 | Getafe  | 1:2       | Leganés   | 9' (p) Diego · 26' Flores · 59' Mariano II                                     |
| 17 de abril de 1988     | Leganés | 1:0       | Getafe    | 86' Diego                                                                      |
| 16 de octubre de 1988   | Getafe  | 0:0       | Leganés   |                                                                                |
| 19 de marzo de 1989     | Leganés | 2:1       | Getafe    | 32' Jaime · 32' Quique · 38' Soler                                             |
| 3 de diciembre de 1989  | Leganés | 0:0       | Getafe    |                                                                                |
| 22 de abril de 1990     | Getafe  | 1:1       | Leganés   | 63' Mariano · 87' (p) Rivera                                                   |
| 14 de octubre de 1990   | Getafe  | 1:1       | Leganés   | 22' Carlos Morales · 45' May                                                   |
| 24 de febrero de 1991   | Leganés | 1:0       | Getafe    | 90' Juan Luis                                                                  |
| 3 de noviembre de 1991  | Getafe  | 1:0       | Leganés   | 39' Loren                                                                      |
| 22 de marzo de 1992     | Leganés | 0:0       | Getafe    |                                                                                |
| 7 de noviembre de 1992  | Leganés | 2:2       | Getafe    | 2' David · 27' Juanma · 40' Loren · 46' Mariano                                |
| 20 de marzo de 1993     | Getafe  | 3:2       | Leganés   | 4' (p) Rivera · 24' (p) Miguel Ángel · 40' May · 45' (p) Rivera · 68' Vellisca |

## Derbis en Tercera División y regionales[3]
Desde el 24 de febrero de 1946 hasta el 1 de julio de 1983 compite el Club Getafe Deportivo, y desde el 8 de julio de 1983 el actual Getafe C.F.
| Fecha                    | Local   | Resultado | Visitante | Categoría               |
| ------------------------ | ------- | --------- | --------- | ----------------------- |
| 25 de abril de 1948      | Leganés | 1:4       | Getafe    | 2.ª Regional ordinaria  |
| 26 de septiembre de 1948 | Leganés | 1:1       | Getafe    | 2.ª Regional preferente |
| 14 de febrero de 1949    | Getafe  | 1:1       | Leganés   | 2.ª Regional preferente |
| 24 de septiembre de 1950 | Leganés | 2:2       | Getafe    | 1.ª Regional            |
| 4 de marzo de 1951       | Getafe  | 5:0       | Leganés   | 1.ª Regional            |
| 14 de octubre de 1951    | Leganés | 4:1       | Getafe    | 1.ª Regional            |
| 30 de marzo de 1952      | Getafe  | 2:0       | Leganés   | 1.ª Regional            |
| 6 de septiembre de 1953  | Leganés | 2:0       | Getafe    | 1.ª Regional            |
| 3 de enero de 1954       | Getafe  | 0:1       | Leganés   | 1.ª Regional            |
| 13 de octubre de 1957    | Leganés | 1:1       | Getafe    | Tercera División        |
| 23 de febrero de 1958    | Getafe  | 3:0       | Leganés   | Tercera División        |
| 2 de noviembre de 1958   | Leganés | 3:2       | Getafe    | Tercera División        |
| 22 de febrero de 1959    | Getafe  | 1:1       | Leganés   | Tercera División        |
| 27 de diciembre de 1959  | Getafe  | 3:0       | Leganés   | Tercera División        |
| 17 de abril de 1960      | Leganés | 5:3       | Getafe    | Tercera División        |
| 10 de noviembre de 1963  | Getafe  | 0:1       | Leganés   | Tercera División        |
| 1 de marzo de 1964       | Leganés | 1:2       | Getafe    | Tercera División        |
| 13 de diciembre de 1964  | Leganés | 2:2       | Getafe    | Tercera División        |
| 4 de abril de 1965       | Getafe  | 1:2       | Leganés   | Tercera División        |
| 3 de diciembre de 1967   | Leganés | 0:2       | Getafe    | Tercera División        |
| 7 de abril de 1968       | Getafe  | 5:3       | Leganés   | Tercera División        |
| 13 de octubre de 1968    | Leganés | 5:1       | Getafe    | 1.ª Regional            |
| 23 de febrero de 1969    | Getafe  | 1:1       | Leganés   | 1.ª Regional            |
| 23 de noviembre de 1969  | Getafe  | 2:1       | Leganés   | 1.ª Regional            |
| 3 de mayo de 1970        | Leganés | 4:3       | Getafe    | 1.ª Regional            |
| 5 de diciembre de 1982   | Leganés | 2:3       | Getafe    | Tercera División        |
| 17 de abril de 1983      | Getafe  | 1:1       | Leganés   | Tercera División        |
| 28 de diciembre de 1986  | Leganés | 3:0       | Getafe    | Tercera División        |
| 10 de mayo de 1987       | Getafe  | 4:1       | Leganés   | Tercera División        |

## Derbis en Copa del Rey
| Fecha                    | Local   | Resultado | Visitante | Goles                                                       |
| ------------------------ | ------- | --------- | --------- | ----------------------------------------------------------- |
| 24 de septiembre de 1987 | Getafe  | 2 - 2     | Leganés   | 13' Antonio · 35' Diego · 44' Soler · 69' · Sánchez Duque   |
| 29 de septiembre de 1987 | Getafe  | 2:2       | Leganés   | 42' Sánchez Duque · 51' Flores · 59' Rivera · 90' Rivera    |
| 31 de agosto de 1988     | Getafe  | 1 - 0     | Leganés   | 68' Ángel                                                   |
| 15 de septiembre de 1988 | Leganés | 1 - 0     | Getafe    | 55' Diego                                                   |
| 10 de octubre de 1990    | Leganés | 0:0       | Getafe    |                                                             |
| 31 de octubre de 1990    | Getafe  | 1 - 0     | Leganés   | 20' Angelín                                                 |
| 24 de septiembre de 1992 | Leganés | 0 - 2     | Getafe    | 43' Rivera · ¿ 75'? Mariano                                 |
| 15 de octubre de 1992    | Getafe  | 2 - 1     | Leganés   | 44' Rubén · 65' Rafa Bono · 68' Rafa Bono                   |
| 8 de octubre de 2003     | Getafe  | 1 - 2     | Leganés   | 7' Pablo Rodríguez · 35' Alberto Ruiz · 61' Pablo Rodríguez |

## Balance de enfrentamientos
En esta tabla se resumen todos los encuentros oficiales disputados entre ambas ciudades (incluyendo los dos equipos azulones fundados en 1946 y 1983). 
Incluyendo el partido, inicialmente desconocido, de Segunda Regional Preferente Castellana de 1948, cuyo resultado fue 1-1.
| Competición                 | P.J. | Ganó LEG | P.E. | Ganó GET | Goles LEG | Goles GET |
| --------------------------- | ---- | -------- | ---- | -------- | --------- | --------- |
| Primera División            | 8    | 2        | 3    | 3        | 6         | 9         |
| Segunda División            | 12   | 6        | 2    | 4        | 15        | 13        |
| Segunda División B          | 12   | 4        | 6    | 2        | 12        | 10        |
| Tercera División            | 16   | 5        | 4    | 7        | 26        | 33        |
| Primera Regional            | 10   | 5        | 2    | 3        | 20        | 17        |
| Segunda Regional Preferente | 2    | 0        | 2    | 0        | 2         | 2         |
| Segunda Regional Ordinaria  | 1    | 0        | 0    | 1        | 1         | 4         |
| Copa del Rey                | 9    | 2        | 2    | 5        | 6         | 13        |
| Total                       | 70   | 24       | 21   | 25       | 88        | 101       |

Los enfrentamientos entre el C. D. Leganés y el anterior Getafe Deportivo hasta 1983 son:
| Competición                 | P.J. | Ganó LEG | P.E. | Ganó GET | Goles LEG | Goles GET |
| --------------------------- | ---- | -------- | ---- | -------- | --------- | --------- |
| Tercera División            | 14   | 4        | 4    | 6        | 22        | 29        |
| Primera Regional            | 10   | 5        | 2    | 3        | 20        | 17        |
| Segunda Regional Preferente | 2    | 0        | 2    | 0        | 2         | 2         |
| Segunda Regional Ordinaria  | 1    | 0        | 0    | 1        | 1         | 4         |
| Total                       | 27   | 9        | 8    | 10       | 45        | 52        |

Los enfrentamientos entre el C. D. Leganés y el actual Getafe C. F. desde 1983 son:
| Competición        | P.J. | Ganó LEG | P.E. | Ganó GET | Goles LEG | Goles GET |
| ------------------ | ---- | -------- | ---- | -------- | --------- | --------- |
| Primera División   | 8    | 2        | 3    | 3        | 6         | 9         |
| Segunda División   | 12   | 6        | 2    | 4        | 15        | 13        |
| Segunda División B | 12   | 4        | 6    | 2        | 12        | 10        |
| Tercera División   | 2    | 1        | 0    | 1        | 4         | 4         |
| Copa del Rey       | 9    | 2        | 2    | 5        | 6         | 13        |
| Total              | 43   | 15       | 13   | 15       | 43        | 49        |

Historial por decadas
| Década    | Partidos jugados | Victorias de Getafe | Empates | Victorias de Leganés | Década ganada por |
| --------- | ---------------- | ------------------- | ------- | -------------------- | ----------------- |
| 1940-1949 | 3                | 1                   | 2       | 0                    | Getafe            |
| 1950-1959 | 11               | 4                   | 3       | 4                    | Empate            |
| 1960-1969 | 10               | 4                   | 2       | 4                    | Empate            |
| 1970-1979 | 1                | 0                   | 0       | 1                    | Leganés           |
| 1980-1989 | 13               | 4                   | 4       | 5                    | Leganés           |
| 1990-1999 | 16               | 7                   | 5       | 4                    | Getafe            |
| 2000-2009 | 8                | 2                   | 2       | 4                    | Leganés           |
| 2010-2019 | 6                | 3                   | 2       | 1                    | Getafe            |
| 2020-2029 | 2                | 0                   | 1       | 1                    | en curso          |
| Total     | 70               | 25                  | 21      | 24                   |                   |